# Supercoupe de Guinée-Bissau de football
La Supercoupe de Guinée-Bissau de football est une compétition de football opposant le champion de Guinée-Bissau au vainqueur de la coupe de Guinée-Bissau. Elle marque le coup d’envoi de la saison de football en Guinée-Bissau.

## Palmarès
| Année     | Vainqueur                                | Résultat             | Finaliste                                |
| --------- | ---------------------------------------- | -------------------- | ---------------------------------------- |
| 1984      | Sporting Clube de Bissau                 | 2 - 1                | União Desportiva Internacional de Bissau |
| 1985      | Sport Bissau e Benfica                   | 4 - 3                | União Desportiva Internacional de Bissau |
| 1986-1988 | non disputé                              | non disputé          | non disputé                              |
| 1989      | inconnu                                  | inconnu              | inconnu                                  |
| 1990-1992 | non disputé                              | non disputé          | non disputé                              |
| 1993      | Portos Bissau                            | 5 - 0 (0-2 & 3-0)    | Sport Bissau e Benfica                   |
| 1994      | Ténis Clube de Bissau                    | 2 - 1 (2-0 & 0-1)    | Sporting Clube de Bissau                 |
| 1995      | non disputé                              | non disputé          | non disputé                              |
| 1996      | inconnu                                  | inconnu              | inconnu                                  |
| 1997      | non disputé                              | non disputé          | non disputé                              |
| 1998      | inconnu                                  | inconnu              | inconnu                                  |
| 1999      | non disputé                              | non disputé          | non disputé                              |
| 2000      | inconnu                                  | inconnu              | inconnu                                  |
| 2001      | non disputé                              | non disputé          | non disputé                              |
| 2002      | inconnu                                  | inconnu              | inconnu                                  |
| 2003      | non disputé                              | non disputé          | non disputé                              |
| 2004      | Sporting Clube de Bissau                 | 2-0                  | Mavegro Futebol Clube                    |
| 2005      | Sporting Clube de Bissau                 | 2-0                  | Atlético Clube Bissorã                   |
| 2006      | Clube de Futebol "Os Balantas"           | 1-0 ap               | Portos Bissau                            |
| 2007      | inconnu                                  | inconnu              | inconnu                                  |
| 2008      | inconnu                                  | inconnu              | inconnu                                  |
| 2009      | inconnu                                  | inconnu              | inconnu                                  |
| 2010      | Sport Bissau e Benfica                   | inconnu              | Clube de Futebol "Os Balantas"           |
| 2011      | ADR Mansabá                              | 1 - 0                | Atlético Clube de Bissorã                |
| 2012      | non disputé                              | non disputé          | non disputé                              |
| 2013      | Clube de Futebol "Os Balantas"           | 1 - 0                | Estrela de Cantanhez FC                  |
| 2014      | Nuno Tristão Futebol Clube               | 1 - 1 ap (3 - 2 tab) | Futebol Clube de Cantchungo              |
| 2015      | Sport Bissau e Benfica                   | 4 - 1                | Lagartos de Bambadinca                   |
| 2016      | non disputé                              | non disputé          | non disputé                              |
| 2017      | Futebol Clube de Cantchungo              | 1 - 0                | Sport Bissau e Benfica                   |
| 2018      | Futebol Clube Cuntum                     | 2 - 1                | Sport Bissau e Benfica                   |
| 2019      | União Desportiva Internacional de Bissau | 2 - 1                | Sporting Clube de Bissau                 |
| 2020      | non disputé                              | non disputé          | non disputé                              |
| 2021      | Sporting Clube de Bissau                 | 2 - 1                | Sport Bissau e Benfica                   |
| 2022      | Sport Bissau e Benfica                   | 1 - 1 ap (3 - 1 tab) | Sporting Clube de Bissau                 |
| 2023      | Futebol Clube de Cantchungo              | 3 - 1                | FC Cupelum                               |